# 丁守存
丁 守存（てい しゅぞん、Ding Shoucun、1812年 - 1883年）、字は心斎。清末の官僚・技術者。

## 経歴
山東省日照出身。1835年に進士となり、戸部主事、軍機章京となった。天文学・暦学に通じ、器械の扱いにたけていた。阿片戦争でイギリスの蒸気船・火砲に敗北すると、丁守存は蒸気機関や火器の研究に取り組んだ。当時は西洋の技術は伝わっていなかったが、丁守存は力学・化学・光学の知識を駆使して、独自に西洋のそれと同じものを作り上げた。この研究は大学士卓秉恬の支持を得て、文康・徐有壬らとともに天津で地雷や火器の実験・製造を行った。
1851年、大学士サイシャンガ（賽尚阿）が太平天国の乱の鎮圧に広西省に赴くと補佐として同行し、太平天国の胡以暘を捕らえ、その兄の胡以晃に投降を迫った。その後、洪秀全の兄弟を自称する洪大全の護送にあたり、員外郎に昇進した。
後に兵部尚書孫瑞珍に従って山東省に赴き、石雷・石砲を製造して防衛にあたった。1860年、郷里の日照県に戻ってトーチカを築いて要塞化し、捻軍を石砲で大いに威嚇し、侵攻を断念させた。1862年、直隷省広平県に派遣されトーチカを200ヵ所築いて、捻軍の北上を断念させた。戦功により湖北督粮道、按察使代理となった。
著書に『丙丁秘籥』がある。